# Dolores (imię)
Dolores – imię żeńskie pochodzenia hiszpańskiego wywodzące się od słowa dolor oznaczającego ból. W języku hiszpańskim używane w María de los Dolores – Matka Boska Bolesna. Popularnym zdrobnieniem imienia Dolores jest Lola lub Lolita.
Dolores imieniny obchodzi 15 września.

## Znane osoby noszące imię Dolores
- Dolores Claiborne — tytułowa bohaterka powieści Stephena Kinga
- Dolores Haze — bohaterka Lolity Vladimira Nabokova
- Dolores Parrales Moreno, zwana La Parrala — hiszpańska pieśniarka flamenco
- Dolores O’Riordan — irlandzka wokalistka
- Dolores Umbridge — bohaterka 3 książek z serii o Harrym Potterze autorstwa Joanne Kathleen Rowling
- Dolores Vargas — hiszpańska piosenkarka i tancerka
- María Dolores de Cospedal — hiszpańska polityk
- Lola Flores, właściwie María Dolores Flores Ruíz — hiszpańska piosenkarka i tancerka